# Hamilton (Canada)
Hamilton è una città canadese dell'Ontario meridionale, quarta per numero di abitanti nella provincia più popolosa del Paese nordamericano. Si trova nella zona dei Grandi Laghi, nel sud-est del Canada, e si affaccia sulle rive occidentali del Lago Ontario. È al centro di una regione ad alto sviluppo industriale e densamente popolata chiamata Golden Horseshoe (letteralmente: ferro di cavallo d'oro).

## Storia
Nell'epoca pre-coloniale vi erano stanziate tribù degli indiani neutrali, parte della nazione irochese, che vennero gradualmente cacciate da altre tribù irochesi. Queste si sarebbero in seguito unite ai britannici nella lotta contro la tribù degli Uroni ed i loro alleati francesi. Nel 1784, circa 10 000 lealisti dell'Impero Unito britannico si insediarono nell'Alto Canada, l'odierna parte meridionale dell'Ontario, nella zona dell'odierna regione del Niagara, tra il lago Ontario e Montréal. La comunità si ingrossò in breve tempo con l'arrivo di coloni americani, attratti dal basso costo della terra arabile. Nello stesso periodo, molti irochesi fedeli alla causa britannica si insediarono in alcune riserve ad ovest del lago Ontario.
La città fu fondata da George Hamilton , un politico e mercante canadese di origine scozzese, sulle sponde del lago Ontario nel 1816. L'area ottenne lo status di città soltanto nel 1846, espandendosi negli anni successivi grazie all'immigrazione. Si stima che un quarto degli attuali abitanti di Hamilton siano di origine straniera; la folta comunità di origine italiana è composta da almeno 67 000 abitanti. Hamilton è sede dell'Università McMaster ed è conosciuta come "Steel City" (città dell'acciaio), per l'importanza dell'industria siderurgica locale, sviluppatasi nei primi decenni del XX secolo.
Il 1º gennaio 2001 l'amministrazione comunale è stata fusa con quella della Municipalità Regionale di Hamilton–Wentworth, di cui faceva parte, diventando una suddivisione dipendente esclusivamente dalla provincia. Le municipalità di Stoney Creek, Ancaster, Flamborough, Dundas e Glanbrook, che facevano parte della Municipalità Regionale, sono diventate semplici comunità della nuova amministrazione della città di Hamilton.

## Sport
La franchigia professionistica di football canadese degli Hamilton Tiger-Cats ha sede in città e gioca le partite casalinghe allo stadio Ivor Wynne. La franchigia degli Hamilton Bulldogs disputa il campionato di hockey su ghiaccio dell'American Hockey League e le partite casalinghe si svolgono al Copps Coliseum. Gli Hamilton Nationals giocano il campionato di lacrosse, sport molto amato dai canadesi, della Major League Lacrosse e le partite casalinghe sono allo Stadio Ron Joyce.
Nel 2003 ha ospitato i campionati del mondo di ciclismo su strada.
- Forge FC in Canadian premier league.

## Amministrazione

### Gemellaggi
Hamilton è gemellata con:
- Shawinigan, dal 1958
- Kaga, dal 1968
- Mangalore, dal 1968
- Fukuyama, dal 1975
- Racalmuto, dal 1987
- Ma'anshan, dal 1987
- Flint, dal 1987
- Sarasota, dal 1991
- Gagliano Aterno, dal 1992[5]
- Castiglione a Casauria, dal 1992[5]
- Pacentro, dal 1992[5]
- Sulmona, dal 1992[5]
- Pettorano sul Gizio, dal 1992[5]
- Pratola Peligna, dal 1992[5]
- Villetta Barrea, dal 1992[5]
- Monterrey, dal 1993